# Paralimnophila styligera
Paralimnophila styligera là một loài ruồi trong họ Limoniidae. Chúng phân bố ở miền Australasia.